# Acta Eruditorum
Les Acta Eruditorum (à partir de 1732 : Nova Acta Eruditorum) sont une revue scientifique mensuelle allemande publiée de 1682 à 1782 à Leipzig par les savants Otto Mencke et Gottfried Wilhelm Leibniz.
Créés à l'imitation du Journal des savants, les Acta Eruditorum sont la première revue scientifique en Allemagne (alors Saint-Empire romain germanique).
Rédigés en latin, les Acta Eruditorum comprenaient des résumés de nouveaux écrits, des critiques, des sommaires, de courts essais et des notes, essentiellement dans le domaine des sciences naturelles et des mathématiques, mais également dans le domaine de la théologie et de la philosophie. La collaboration de savants connus de l’époque a assuré la qualité de la nouvelle revue et, de ce fait, encouragé le développement de l’esprit critique en Allemagne.

## Histoire
À la mort d’Otto Mencke, les Acta furent repris par son fils Johann Burckhardt Mencke jusqu’à son décès en 1732. Il est alors lui-même remplacé par son propre fils, Friedrich Otto Mencke, et la revue changea de nom pour devenir les Nova Acta Eruditorum. Les troubles de la guerre de Sept Ans et la négligence du rédacteur en chef de l’époque, Karol Andrej Bel (de), qui avait repris la rédaction en 1754, causèrent de sérieux retards dans la parution mensuelle des tomes, à tel point que l’édition de la dernière partie de l’an 1776 n’est parue qu’en 1782.
En 1712, Friedrich Otto Mencke fonda le pendant germanophone des Acta Eruditorum, les Deutsche Acta Eruditorum (de), qui se consacraient plus particulièrement aux écrits historiques et aux polémiques du moment.

## Contributeurs
Dès ses débuts, nombre d’éminents scientifiques, tels que Isaac Newton, Gottfried Wilhelm Leibniz, Jacques Bernoulli, Humphry Ditton, Ehrenfried Walther von Tschirnhaus, Denis Papin, Pierre-Simon de Laplace, Jérôme Lalande, Giovanni Domenico Cassini, John Flamsteed, Jakob Hermann, Christiaan Huygens ou mais également des philosophes et des humanistes comme Christian Thomasius, Christian Wolff, Veit Ludwig von Seckendorff, Christian Wagner ou Stephan Bergler (en) ont publié dans les Acta.
C’est dans le numéro d’octobre 1684 des Acta que Leibniz publia sa Nova Methodus pro maximis et minimis, itemque tangentibus, et singulare pro illis calculi genus ; outre la solution définitive du problème des tangentes, Leibniz y inaugurait le calcul intégral par la solution du problème de Beaune : Trouver une courbe dont la sous-tangente soit constante.